# Tczew (comune rurale)
Tczew (ted. Dirschau) è un comune rurale polacco del distretto di Tczew, nel voivodato della Pomerania.
Ricopre una superficie di 170,61 km² e nel 2004 contava 11 143 abitanti.
Il capoluogo è Tczew, che non fa parte del territorio ma costituisce un comune a sé.